# Круглолесское
Круглоле́сское — село в Александровском районе (муниципальном округе) Ставропольского края России.

## Географическое положение
Расположено на склонах двух возвышенностей в пределах Прикалаусских высот, в долине реки Мокрая Сабля, на высоте 465 м над уровнем моря.
Находится в юго-западной части Александровского района, к западу от границы с Андроповским районом. Со всех сторон окружено землями сельскохозяйственного назначения.
От села Круглолесского до села Северного пролегает территория зоологического заказника краевого значения «Александровский», включающего леса Калаусского лесхоза и бессточное озеро Солёное (Северно-Калиновское). Общая площадь заказника 25 тыс. га.
Протяжённость границ села — 6 км с севера на юг и 3,3 км с запада на восток. Расстояние до краевого центра — 75 км, до районного центра — 19 км. Ближайший населённый пункт — село Садовое, расположенное в 0,96 км.

## История
По данным источников село основано на реке Сабля в 1790 году, по другим — в 1797 году или в 1800 годах. В архивном документе за 1812 год указывается, что село Круглый Лес «заведено по предписанию Астраханского губернского начальства более 13-ти лет назад». В некоторых печатных изданиях указывается, что село заложено в 1787 году в верховьях реки Мокрая Сабля переселенцами из Орловской и Тамбовской губерний.
В 1803 году местными жителями построена церковь в честь Святого Архистратига Михаила (в 1852 году была значительно расширена).
13 (25) мая 1823 года на станицу напали закубанские ногайцы, одновременно в семи верстах от станицы горцы атаковали две роты Кабардинского пехотного полка и 25 казаков, чтобы они не могли оказать селению помощь. В результате нападения и последующего боя погиб прапорщик Смольянинов Кабардинского пехотного полка, 16 солдат было убито и 10 ранено. В том числе горцами были убиты более 50 мирных жителей станицы и 41 получил ранение, а также 302 жителя станицы были угнаны в плен.
«В Круглолесскую был послан войсковой старшина Солдатов, чтобы привести в известность потери жителей. Он нашел деревню в положении ужасном: девяносто человек было убито черкесами, триста сорок два (сто сорок пять мужчин и сто девяносто семь женщин) захвачены в плен, имущество разграблено, одних лошадей угнано до шестисот, рогатого скота до восьмисот голов, почти все селение было выжжено».
По указу Николая I от 2 декабря 1832 года «Об усилении обороны Кавказской линии посредством обращения в сословие линейных казаков жителей некоторых ближайших казенных селений» Круглолесское было передано из Пятигорского округа в военное ведомство и причислено к Хоперскому казачьему полку и получило статус станицы.
На 1845 год станица входила в 1-й Хоперский полк Третьей бригады Кавказского линейного казачьего войска.
В 1861 году станица Круглолесская включена в Кубанское войско. 30 декабря 1869 года отчислена из Кубанского казачьего войска в гражданское состояние и получила статус села.
В 1924 году в Круглолесском образовалось машинное товарищество «Любовь Бедноты». В 1929 году созданы колхозы им. Сталина, им. Ворошилова и «Красный Октябрь».
На 1 марта 1966 года являлось центром Круглолесского сельсовета, в состав территории которого входили: сёла Круглолесское и Садовое; хутора Весёлый, Крестьянский и Львовский (последние три населённых пункта упразднены в 1973 году):7.
На 1 января 1983 года в составе Круглолесского сельсовета числились 2 населённых пункта: Круглолесское (центр) и Садовое:8.
До 16 марта 2020 года село было административным центром упразднённого Круглолесского сельсовета.

## Население
| 1802    | 1812  | 1819  | 1844  | 1855  | 1861  | 1867  | 1897  | 1903  |
| ------- | ----- | ----- | ----- | ----- | ----- | ----- | ----- | ----- |
| 1007    | ↗1404 | ↗1659 | ↗2808 | ↗3390 | ↗3673 | ↘3108 | ↗8204 | ↗9477 |
| 1908    | 1925  | 1926  | 1989  | 2002  | 2010  | 2014  | 2021  | 2023  |
| ↗10 073 | ↘5094 | ↗7792 | ↘2730 | ↗3192 | ↘2955 | ↗3000 | ↘2682 | ↘2679 |

По данным переписи 2002 года в национальной структуре населения преобладают русские (83 %).

## Инфраструктура
В Круглолесском находятся администрация сельсовета, Дом культуры, аптека, дополнительный офис Сбербанка № 1861/01.

## Образование
- Детский сад № 32 «Колосок»
- Средняя общеобразовательная школа № 5. В 2011 году обучалось 314 человек

## Медицинские учреждения
- Врачебная амбулатория (раньше Круглолесская участковая больница).
- Круглолесский психоневрологический интернат

## Уличная сеть
В селе насчитывается 31 улица.

## Связь и телекоммуникации
Население села пользуется услугами сотовой связи (2G, 3G), предоставляемыми операторами «Билайн», «МегаФон», «МТС», «Yota», а также услугами местной, внутризоновой, междугородной, международной телефонной связи и широкополосного доступа в Интернет, предоставляемыми Ставропольским филиалом ПАО «Ростелеком».
Имеется радио- и телевещание. В рамках федеральной целевой программы «Развитие телерадиовещания в РФ на 2009—2018 годы» Ставропольским краевым радиотелевизионным передающим центром (филиал ФГУП «РТРС») на территории села построен телевизионный ретранслятор, в настоящее время обеспечивающий трансляцию пакета цифровых телеканалов «РТРС-1». Эфирное вещание ведётся на 23 ТВК (490 МГц).
Услуги почтовой связи населению оказывает отделение «Почты России».

## Культовые сооружения
- Храм Архистратига Божия Михаила[48][49]
- Общественное открытое кладбище[50].

## Памятники
В Едином государственном реестре объектов культурного наследия (памятников истории и культуры) народов Российской Федерации и на портале «Культурное наследие» (закрыт в 2017 году) зарегистрированы следующие памятники истории регионального значения, расположенные в Круглолесском:
| Номер п/п | Наименование                                                                      | Дата создания        | Местонахождение        | Статус и регистрационный номер                                                                                  |
| --------- | --------------------------------------------------------------------------------- | -------------------- | ---------------------- | --- |
| 1.        | Братская могила воинов Советской Армии, павших смертью храбрых в 1941—1945 гг.    | 1943, 1941—1956      | ул. Советская, д. 38 Б | Объект культурного наследия народов РФ регионального значения. Рег. № 261610645280005 (ЕГРОКН) ОКН № 2600095000 |
| 2.        | Братская могила красных партизан, погибших в годы Гражданской войны 1917—1919 гг. | 1917—1919 1917, 1965 | ул. Советская, д. 38 А | Объект культурного наследия народов РФ регионального значения. Рег. № 261610645250005 (ЕГРОКН) ОКН № 2600094000 |

На территории захоронения советских военнослужащих установлен мемориал, включающий в себя скульптуру «Воин со знаменем» и стелу с памятными плитами, на которых высечены имена 922 жителей сёл Круглолесского и Садового, погибших на фронтах в годы Великой Отечественной войны.

## Люди, связанные с селом
Село Круглолесское — родина Героя Советского Союза Ивана Ивановича Тенищева (1921—2006). Здесь также проживали Герои Советского союза Иван Дмитриевич Лихобабин (1916, с. Ширяево — 1994) и Алексей Владимирович Зацепин (1919, с. Садовое — 1944). В 2016 году на здании средней школы № 5, в которой учились Лихобабин и Зацепин, были открыты мемориальные доски в их честь.
- Петинов Михаил Иванович (13.11.1946) — бывший председатель Круглолесского сельсовета, Почетный гражданин села Круглолесского[61]
- Полещенко Нина Ивановна (1958) — медицинская сестра Круглолесского психоневрологического интерната, Герой труда Ставрополья[62]